# Lanfiéra
Lanfièra è un dipartimento del Burkina Faso classificato come comune, situato nella provincia  di Sourou, facente parte della Regione di Boucle du Mouhoun.
Il dipartimento si compone del capoluogo e di altri 11 villaggi: Bissan, Doule, Gouran, Guiedougou, Kamina, Koumbara, Nion, Ouerin, Toumani, Yayo e Yaran.